# Ángel Manuel Vivar Dorado
Ángel Manuel Vivar Dorado est un footballeur espagnol né le 19 février 1974 à Madrid.

## Carrière
- 1992-1994 : CD Leganès  Espagne
- 1994-1998 : CD Tenerife  Espagne
- 1998-2001 : Racing Santander  Espagne
- 2001-2002 : Rayo Vallecano  Espagne
- 2002-2007 : Getafe CF  Espagne
- 2007-2009 : Real Valladolid  Espagne
- 2009-2010 : Albacete Balompié  Espagne